# Didou
Didou (kinesiska: 地豆) är en köping i sydöstra Kina. Den ligger i Sihui i staden Zhaoqing i provinsen Guangdong, omkring 75 kilometer nordväst om provinshuvudstaden Guangzhou. Antalet invånare är 18 351. Befolkningen består av 9 102 kvinnor och 9 249 män. Barn under 15 år utgör 14,0 %, vuxna 15-64 år 70 %, och äldre över 65 år 15,0 %.